# Ljudje z veliko depresivno motnjo
To je seznam znanih ljudi, ki trpijo ali pa so trpeli za veliko depresivno motnjo. Za motnjo je trpelo veliko znanih ljudi. V preteklosti so na depresijo gledali kot na sramotno skrivnost, v sedemdesetih letih dvajsetega stoletja pa se je o motnji začelo govoriti bolj odkrito. Znani ljudje so pogosto neradi o tem govorili, zaradi družbene stigmatizacije in nepoznavanja diagnoze ali metod zdravljenja. Za nekatere zgodovinske osebnosti se na temelju pisem, dnevnikov, umetniških del ali pripovedi družinskih članov ali prijateljev, domneva, da so trpele zaradi depresije.

## A
- John Adams, drugi predsednik ZDA in ustanovitveni oče[česa?][1][2][3]
- Caroline Aherne, angleška igralka[4]
- Alan Alda, ameriški igralec in avtor[5]
- Buzz Aldrin, ameriški astronavt, drugi človek na Luni[6]
- Woody Allen, ameriški filmski režiser in komik[7][8]
- Claus von Amsberg, Nemški diplomat in soprog Kraljice Beatrix Nizozemske[9]
- Hans Christian Andersen, Danski pisatelj[10]
- Hideaki Anno, japonski animator in filmski režiser[11]
- Malcolm Arnold, angleški skladatelj[12]
- ASAP Rocky, raper
- Richard Ashcroft, angleški pevec in pesnik[13][14]
- Isaac Asimov, ameriški avtor in profesor[15]
- Julian Assange, avstralski publicist in urednik (WikiLeaks)[16]

## B
- Parveen Babi, bollywoodska igralka.[17]
- Alec Baldwin, ameriški igralec[18]
- Christian Bale, angleški igralec[19]
- Maria Bamford, komediantka in voice-over igralka[20][21]
- David Banner, ameriški hip hop umetnik[22][23]
- Charles Baudelaire, francoski pesnik[24]
- Amanda Beard, ameriški plavalec in dobitnik olimpijske zlate medalje[25]
- Ingmar Bergman, švedski filmski režiser[26]
- Halle Berry, ameriška igralka.[27]
- Beyoncé, ameriška pevka[28]
- William Blake, angleški pesnik in slikar[29]
- David Bohm, angleški kvantni fizik[30]
- Kjell Magne Bondevik, norveški politik in bivši predsednik Norveške[31]
- Jon Bon Jovi, ameriški rock pevec in komponist[32][33]
- Lorraine Bracco, ameriška igralka[34]
- Terry Bradshaw, ameriški nogometaš, nogometni reporter[35]
- Wayne Brady, ameriški komik[36]
- Zach Braff, ameriški igralec[37]
- Frank Bruno, angleški boksar[38]
- Art Buchwald, humorist[39]
- Joe Budden, ameriški hip hop umetnik[40]
- Delta Burke, ameriška igralka[41]
- Robert Burton angleški akademik, (avtor knjige Anatomija melanholije)[42]
- Barbara Bush, prva dama ZDA 1989–93 in druga dama 1981–1989.[43]

## C
- Beverley Callard, angleška televizijska igralka[44]
- Anthony Callea, avstralski pop pevec[45]
- Alastair Campbell, angleški reporter in politični delavec[46]
- Anna-Varney Cantodea, glasbenik[47]
- Truman Capote, ameriški pisatelj, poznan po delih Zajtrk pri Tiffanyju in Hladnokrvno.[48]
- Drew Carey, ameriški komik in igralec[49]
- Clarke Carlisle, angleški nogometaš[50]
- Jim Carrey, kanadski igralec in komik[51]
- Mary Chapin Carpenter, ameriški pevec-komponist[52]
- Johnny Carson, nestor ameriške zabavne televizije.[53]
- Helena Bonham Carter, angleška igralka[54][55]
- Dick Cavett, vodja ameriških pogovornih TV oddaj[56]
- Raymond Chandler, pisatelj detektivskih romanov[57]
- Iris Chang, kitajsko-ameriška pisateljica in zgodovinarka[58]
- Ray Charles, afriško-ameriški pevec[59][60]
- David Chase, ameriški pisatelj, režiser in producent[61]
- Lawton Chiles, ameriški senator in guverner Floride[31]
- Melanie Chisholm, angleški pop pevec-komponist[62]
- Agatha Christie, angleški kriminalni pisatelj[63]
- Winston Churchill, nekdanji angleški predsednik[64]
- Louis C.K., mehiško-ameriški komik, igralec, pisatelj in režiser[65]
- Eric Clapton, angleški glasbenik[66]
- Kurt Cobain, ameriški glasbenik (Nirvana)[67]
- Leonard Cohen, kanadski pevec-komponist[68]
- Stan Collymore, angleški nogometaš[69]
- Joseph Conrad, Poljski pisatelj[70]
- Calvin Coolidge, 30. predsednik ZDA. predsednik[71]
- Billy Corgan, ameriški glasbenik (The Smashing Pumpkins)[72]
- Jeb Corliss, ameriški poklicni padalec in BASE skakalec[73]
- Chris Cornell, ameriški glasbenik (Soundgarden, Audioslave)[74]
- Courteney Cox, ameriška igralka[75]
- Sheryl Crow, ameriški pevec-komponist[76]
- Rivers Cuomo, ameriški glasbenik (Weezer)[77]

## D
- Roméo Dallaire, kanadski general, senator in človekoljub[78]
- Rodney Dangerfield, ameriški komik in igralec[79]
- Charles Darwin, angleški prirodoslovec[80]
- Larry David, ameriški igralec, pisatelj, komik in producent[81]
- Edgar Degas, francoski slikar[82]
- Ellen DeGeneres, ameriška komičarka in voditeljica TV oddaj[83]
- John Denver, ameriški glasbenik[84]
- Johnny Depp, ameriški igralec[85]
- Diana, valižanska princesa[86]
- Charles Dickens, angleški pisatelj[29]
- Barry Dickens, avstralski pisatelj romanov in dramatik; napisal spomine na svoje boje z depresijo[87][88]
- Emily Dickinson, ameriška pesnica[2][89]
- Monty Don, osebnost angleške televizije, pisatelj in predavatelj[90]
- Graeme Dott, Škotski poklicni igralec biljarda[91]
- Nick Drake, angleški glasbenik[92]
- Doug Duncan, ameriški politik, demokratski kandidat za guvernerja države Maryland na volitvah 2006[31]
- Kirsten Dunst, ameriško-nemška igralka[93]
- Bob Dylan, ameriški pevec-komponist, pesnik in umetnik[94]

## E
- Thomas Eagleton, Senator ZDA za zv.državo Missouri[95]
- Blake Edwards, ameriški filmski režiser, scenarist in producent[96]
- Richey Edwards, kitarist in lirik (Manic Street Preachers)[97]
- James Ellroy, ameriški kriminalni pisatelj[98]
- Eminem, ameriški raperer[99]
- Robert Enke, nemški igralec nogometa[100]

## F
- William Faulkner, ameriški avtor[101]
- Craig Ferguson, škotski-ameriški televizijski voditelj[102]
- Paul Feyerabend, avstrijski filozof[103]
- Lupe Fiasco, ameriški raper[104]
- F. Scott Fitzgerald, ameriški avtor[105]
- Harrison Ford, ameriški igralec[106]
- Michel Foucault, Francoski filozof[107]
- Stephen Fry, angleški komik, igralec in pisatelj[108]
- Vic Fuentes, pevec in kitarist banda Pierce the Veil[109]
- Jackson C. Frank, britanski komponist, glasbenik in kitarist.

## G
- Peter Gabriel, angleški pevec in član Genesis[110]
- Geoff Gallop, avstralski politik[111]
- Romain Gary, Francosko-litvansko-poljski pisatelj romanov in diplomat[112]
- Gaston Gaudio, Igralec tenisa in zmagovalec 2004 French Open[113]
- Paul Gauguin, Francoski slikar[114]
- Carlo Gesualdo, Italijanski skladatelj, diagnoza po uboju žene, njenega ljubimca in lastnega sina[115]
- Paul Getty, angleški filantrop[116]
- Joseph Gordon-Levitt, ameriški igralec[117]
- Tipper Gore, druga dama ZDA[105]
- Francisco de Goya, španski slikar[118]
- Spalding Gray, ameriški igralec in pisatelj[119]
- Graham Greene, angleški pisatelj[120]
- Zack Greinke, ameriški igralec bejzbola MLB[121]
- Ken Griffey Jr., ameriški igralec bejzbola MLB[122]
- Eddie Griffin, ameriški igralec bejzbola NBA[123]

## H
- Jon Hamm, ameriški igralec[124]
- Tony Hancock, angleški igralec in komik[125]
- Glen Hansard, irski pevec-komponist in igralec [126]
- Andrew Hansen, avstralski komik (član tima The Chaser)[127]
- Johann Hari, angleški reporter[128]
- Herbert Hart, angleški filozof[129]
- Elizabeth Hartman, ameriška igralka[130]
- Anne Hathaway, ameriška igralka[131]
- Friedrich August Hayek, avstrijski ekonomist[132]
- Ernest Hemingway, ameriški pisatelj[29]
- Margaux Hemingway, ameriška igralka; vnukinja Ernesta Hemingwaya[133]
- Bill Hicks, ameriški komik in glasbenik[134]
- Audrey Hepburn, angleška igralka[135]
- Geoffrey Hill, angleški pesnik[136]
- John Hinckley, Jr., ameriški (neuspeli) morilec Ronalda Reagana[137]
- Tuomas Holopainen, Finski komponist in pianist skupine Nightwish[138]
- Sir Anthony Hopkins, angleški igralec[139]
- Vladimir Horowitz, ameriški pianist in skladatelj[140]
- Frankie Howerd OBE, angleški komik[141]
- Michael Hutchence, avstralski pevec–komponist[142]
- Sir Julian Huxley, angleški biolog, avtor in administrator[143]

## I
- Janis Joplin, ameriška pevka-skladateljica[144]
- Natalie Imbruglia, avstralska pevka-skladateljica, igralka in model.[145]
- Jack Irons, ameriški glasbenik, bobnar v bendih Eleven, Pearl Jam, in Red Hot Chili Peppers[146]

## J
- Janet Jackson, ameriški pevec[147]
- Henry James, angleški pisatelj[148]
- William James, ameriški filozof in psiholog[149]
- Jim Jefferies, avstralski komik
- Richard Jeni, ameriški komik in igralec[150]
- Billy Joel, ameriški glasbenik[151]
- Daniel Johns, avstralski glasbenik[152]
- Samuel Johnson, angleški leksikolog, življenjepisec, esejist in pesnik[153]
- Daniel Johnston, ameriški glasbenik[154]
- Angelina Jolie, ameriška igralka[155]
- Bruce Jones, angleški TV igralec Coronation Street[156]
- Kevan Jones, Labour Party MP za North Durham[157]
- Ashley Judd, ameriška igralka[158]
- Jung Da Bin, korejska igralka[159]

## K
- Franz Kafka, češki pisatelj[160]
- Antonie Kamerling, nizozemski igralec[161]
- Sarah Kane, angleški dramatik[162]
- Hamid Karzai, afganistanski predsednik[163]
- Charlie Kaufman, ameriški scenarist[164]
- Susanna Kaysen, ameriški pisatelj[165]
- Demi C. Kazanis, DDS ameriška filmska igralka, filantrop, zobozdravnica
- John Keats, angleški pesnik[166]
- Kid Cudi, ameriški hip hop umetnik[167]
- Kool Keith, ameriški hip hop umetnik[168]
- Jack Kerouac, ameriški pesnik[169]
- Marian Keyes, Irski pisatelj[170]
- Alicia Keys, ameriški pevec-komponist[171]
- Anthony Kiedis, ameriški glasbenik, pevec funk rock skupine Red Hot Chili Peppers.[172]
- Stephen King, ameriški avtor [173]
- Ernst Ludwig Kirchner, Nemški slikar[174]
- Anne Kirkbride, angleška TV igralka Coronation Street[175]
- Cris Kirkwood, ameriški glasbenik, basist Meat Puppets.
- John Kirwan, novozelandski ragbi igralec, nekdanji član tima All Black.[176]
- Joey Kramer, ameriški glasbenik (Aerosmith)[177]
- Akira Kurosawa, japonski filmski režiser[178]

## L
- Alan Ladd, ameriški igralec[179]
- Kendrick Lamar, ameriški hip hop umetnik[180]
- Michael Landsberg, Kanadski športni reporter[181]
- Hugh Laurie, angleški igralec[182]
- Denis Lawson, angleški igralec[183]
- Jenny Lawson, ameriški avtor in bloger[184]
- William Lee, afriško-ameriški suženj
- John Lennon, MBE, angleški pevec-komponist[185]
- Neil Lennon, severnoirski nogometaš[186]
- David Letterman, ameriški komik in TV komentator[187]
- Lee Joon-gi, korejski igralec[188]
- Meriwether Lewis, ameriški raziskovalec[189]
- Richard Lewis, ameriški komik in igralec[190]
- Gary Lightbody, severnoirski pevec skupine Snow Patrol[191]
- Abraham Lincoln, ameriški pravnik in politik, 16thpredsednik ZDA[192]
- Heather Locklear, ameriška igralka[193]
- Oscar Lopez, Čilensko-kanadski folk kitarist[194]
- Demi Lovato, ameriški pevec in igralka[195]
- Courtney Love, ameriški pevec in igralka (Hole)[196]
- H.P. Lovecraft, ameriški pisec kozmičnih grozljivk.

## M
- Claudio Magris, Italijanski pisatelj[197]
- Gustav Mahler, Avstrijski skladatelj[198]
- Rafe Mair, Kanadski radijski delavec in član kabinetar[199]
- Shirley Manson, škotski pevec skupine Garbage[200]
- John Marsden, avstralski pisatelj romanov in pedagog, znan po svojih jutranjih serijah.[201][202]
- Heather Matarazzo, ameriška igralka[203]
- Henri Matisse, francoski slikar[204]
- Guy de Maupassant, francoski pisatelj[205]
- Brian May, angleški kitarist[206]
- Vladimir Majakovski, ruski pisatelj in pesnik[207]
- Garry McDonald, avstralski igralec[208][209]
- Ewan McGregor, škotski igralec[210]
- Herman Melville, ameriški pisatelj[211]
- Paul Merton, angleški komik[212]
- Charlotte Mew, angleški pesnik[213]
- Michelangelo, Italijanski slikar in kipar[214]
- John Stuart Mill, angleški politični filozof[215]
- Spike Milligan, irski komik in pisatelj[216]
- Kylie Minogue, avstralski pevec[217]
- Joan Miró, španski slikar[218]
- Frunzik Mkrčian, armenski igralec[219]
- Marilyn Monroe, ameriška igralka in seks simbol[220]
- Alanis Morissette, kanadski glasbenik in komponist[221]
- Morrissey, angleški pevec in nekdanji prva oseba skupine The Smiths[222]
- Wolfgang Amadeus Mozart, avstrijski skladatelj[223]
- Bill Murray, ameriški igralec[224]
- Les Murray, avstralski pesnik[225][226]

## N
- Isaac Newton, angleški fizik[227]
- Matthew Newton, avstralski igralec[228]
- Friedrich Nietzsche, Nemški filozof[29]

## O
- Graeme Obree, angleški kolesar[229]
- Conan O'Brien, ameriški televizijski gostitelj, komik, pisatelj, producenti[230]
- Bill Oddie, angleški humorist in prirodoslovec[231]
- Eugene O'Neill, ameriški dramatik[232]
- Julius Robert Oppenheimer, ameriški fizik (»oče atomske bombe«)[233]
- Marie Osmond, ameriški glasbenik[234]
- Ronnie O'Sullivan, angleški igralec biljarda[235]
- Patton Oswalt, ameriški komik in igralec[236]

## P
- Gwyneth Paltrow, ameriška igralka[237]
- Dolly Parton, ameriška country pevka in igralka[238]
- Jenny Pat, Oseba na kitajsko-japonski oddaji Kanal odkritja in slaven preprodajalec umetnin[239]
- Ryan Phillippe, ameriški igralec[240]
- Deepika Padukone, bollywoodska igralka [241][242]
- T. Boone Pickens, Jr., ameriški naftni tajkun[243]
- János Pilinszky, madžarski pesnik[244]
- Brad Pitt, ameriški igralec[245]
- Sylvia Plath, ameriški pisatelj[29]
- Edgar Allan Poe, ameriški pesnik in pisatelj[29]
- Jackson Pollock, ameriški slikar[246]
- Charley Pride, ameriški country pevec.[247]
- Bill Pulsipher, ameriški bejzbolist[248]

## R
- Sergej Vasiljevič Rahmaninov, ruski skladatelj in pianist[249]
- Charlotte Rampling, angleška igralka[250]
- Trent Reznor, ameriški glasbenik[251]
- Christina Ricci, ameriška igralka[105]
- Anne Rice, ameriška pisateljica[252]
- Rainer Maria Rilke, Avstrijski pesnik[253]
- John D. Rockefeller, ameriški kapitalist[254]
- Mark Rothko, ameriški slikar[255]
- Hans Rott, Avstrijski skladatelj[256]
- Ronda Rousey, UFC rokoborec[257]
- Jessica Rowe, Avstralska reporterka in TV osebnost[258][259]
- J. K. Rowling, angleška pisateljica[260][261]
- Winona Ryder, ameriška igralka[262]

## S
- Antoine de Saint-Exupéry, Francoski avtor Malega princa[263]
- J. D. Salinger, ameriški avtor Igre v rži[264]
- Jim Salinger, Novozelandski klimatolog[265]
- Frankie Sandford, angleški pop pevec[266]
- Siegfried Sassoon, angleški pesnik in vojak[267]
- Terry Sawchuk, Kanadski vratar[268]
- Charles M. Schultz, ameriški avtor risank [105]
- Robert Schumann, Nemški skladatelj[269]
- Jean Seberg, ameriška igralka[270]
- Brian Sewell, angleški umetniški kritik[271]
- Anne Sexton, ameriška pesnica[272]
- Amanda Seyfried, igralka[273]
- Brooke Shields, ameriška igralka[274]
- Sarah Silverman, ameriška komičarka[275]
- Elliott Smith, ameriški glasbenik[276]
- Brittany Snow, ameriška igralka[277]
- Andrew Solomon, ameriški avtor[278]
- Britney Spears, ameriška pop pevka[279]
- Rick Springfield, ameriški pevec-komponist[280]
- Bruce Springsteen, ameriški pevec-komponist[281]
- Aaron Stainthorpe, angleški pevec skupine My Dying Bride[282]
- Nicolas de Staël, francoski slikar ruskih korenin[283]
- Layne Staley, ameriški glasbenik (Alice in Chains, Mad Season)[284]
- Vivian Stanshall, angleški humourist in glasbenik (Bonzo Dog Doo-Dah Bin)[285]
- Peter Steele, ameriški glasbenik[286][287]
- Gwen Stefani, ameriški pop pevec[288]
- Rod Steiger, ameriški igralec[289]
- Michael Stipe, ameriški glasbenik, čelna oseba za R.E.M.[290]
- August Strindberg, švedski dramatik, pisatelj romanov, pesnik, esejist in slikar[291]
- William Styron, pisatelj[292]

## T
- Tablo (Daniel Armand Lee), korejsko-kanadski hip hop umetnik (Epik High)[293]
- Amy Tan, ameriški pisatelj[294]
- Catherine Tate, angleška igralka[295]
- Corey Taylor, ameriški pevec grup Slipknot in Stone Sour[296]
- James Taylor, ameriški pevec-komponist[297]
- Peter Ilič Čaikovski, ruski skladatelj[298]
- Emma Thompson, angleška igralka in scenarist[299][300]
- Uma Thurman, ameriška igralka[301]
- T.I., ameriški raper[302]
- Leo Tolstoy, ruski pisatelj[303]
- Georg Trakl, avstrijski pesnik[304]
- Marcus Trescothick, angleški igralec kriketa[305]
- Lars von Trier, aanski filmski režiser[306]
- Mark Twain, ameriški pisatelj[29]
- Mike Tyson, afriško-ameriški boksar[307]

## V
- Ville Valo – finski pevec (HIM)[308]
- Vincent van Gogh – nizozemski umetnik[309][310]
- Eddie Vedder – ameriški glasbenik, pevec Pearl Jam[311]
- Ned Vizzini – ameriški pisatelj[312]
- Kurt Vonnegut – ameriški avtor[313]
- Joey Votto – kanadski bejzbolist[314]

## W
- Mike Wallace, ameriški reporter na 60 Minutes[315]
- David Walliams, angleški igralec, pisatelj in komik[316]
- Evelyn Waugh, angleški pisatelj romanov in reporter[317]
- Ruby Wax, ameriška komičarka[318][319]
- Gerard Way, ameriški pevec in pisatelj, čelna oseba skupine My Chemical Romance[320]
- Denise Welch, angleška igralka in televizijska napovedovalka[321]
- Jonathon Welch, avstralski operni pevec in vodja zbora Choir of Hope in Inspiration (prej znanega kot The Choir of Hard Knocks)[322]
- Pete Wentz, basist in lirik za rock bend Fall Out Boy[323]
- Billy West, ameriški glasbeni umetnik[324]
- Delonte West, ameriški košarkar[325]
- Jerry West, ameriški košarkar in menedžer[326]
- Wil Wheaton, ameriški igralec in avtor[327]
- Dan White, ameriški morilec Harvey Milk in George Moscone[328]
- Walt Whitman, ameriški pesnik[329]
- Kevin Whitrick, angleški električni inženir[330]
- Kenneth Williams, angleški komik[331]
- Robbie Williams, angleški pop pevec[332]
- Robin Williams, ameriški komik in igralec[333]
- Tennessee Williams, ameriški dramatik[334]
- William Carlos Williams, ameriški pesnik[335]
- Alan Wilson, ameriški glasbenik (Canned Heat)[336]
- Brian Wilson, ameriški glasbenik (Beach Boys)[337]
- Owen Wilson, ameriški komik in igralec[338]
- Gregory Wilton, avstralski politik[339]
- Dean Windass, angleški nogometaš[340]
- Oprah Winfrey, Voditeljica ameriških TV oddaj[341]
- Reese Witherspoon, ameriška igralka in producentka[342]
- Hugo Wolf, Avstrijski skladatelj[343]
- Lewis Wolpert, angleški razvojni biolog, avtor in radijski delavec[344]
- Virginia Woolf, angleška pisateljica romanov[345]
- Elizabeth Wurtzel, ameriška pisateljica[346]

## Y
- Michael Yardy, angleški igralec kriketa[347]
- Boris Jelcin, prvi predsednik Rusije[348]
- Thom Yorke, angleški glasbenik, glavni pevec skupine Radiohead[349][350]